# Kamień (district)
Kamień (powiat kamieński) is een Pools district (powiat) in de woiwodschap West-Pommeren. De oppervlakte bedraagt 1006,65 km², het inwonertal 47.751 (2014). Het nationaal park Wolin ligt in dit district.

## Steden
- Dziwnów (Berg Dievenow)
- Golczewo (Gülzow)
- Kamień Pomorski (Cammin in Pommern)
- Międzyzdroje (Misdroy)
- Wolin (Wollin)

Stadsdistricten: Szczecin · Koszalin · Świnoujście

Districten:
Białogard · Choszczno · Drawsko Pomorskie · Goleniów · Gryfice · Gryfino · Kamień · Kołobrzeg · Koszalin · Łobez · Myślibórz · Police · Pyrzyce · Sławno · Stargard · Szczecinek · Świdwin · Wałcz

Grootste steden:
Białogard · Goleniów · Gryfino · Kołobrzeg · Koszalin · Police · Stargard · Świnoujście · Szczecin · Szczecinek · Wałcz